# Rodolfo Bodipo
Rodolfo Bodipo Díaz (Sevilha, Espanha, 25 de Outubro de 1977) é um ex-futebolista guinéu-equatoriano nascido na Espanha, de pai guinéu-equatoriano e mãe espanhola.

## Carreira
Bodipo representou o elenco da Seleção Guinéu-Equatoriana de Futebol no Campeonato Africano das Nações de 2012.